# Campeonato de Segunda División 1936 (Argentina)
El Campeonato de Segunda División 1936 fue el tercero de la era profesional de la Segunda División de Argentina. En él participaron 16 primeros equipos y las reservas de los 18 clubes de Primera División. Al igual que las dos temporadas anteriores, fue considerado la sexta edición del Torneo de Reserva.
Boca Juniors II, reserva del conjunto de primera, se consagró campeón.

## Sistema de disputa
Por la cantidad de participantes, se jugó a única rueda bajo el sistema de todos contra todos.

## Tabla de posiciones final
| Pos  | Equipo                 | Pts | PJ | G  | E  | P  | GF  | GC  | DIF |
| ---- | ---------------------- | --- | -- | -- | -- | -- | --- | --- | --- |
| 1.º  | Boca Juniors II        | 59  | 33 | 29 | 1  | 3  | 100 | 23  | 77  |
| 2.º  | San Lorenzo II         | 53  | 33 | 25 | 3  | 5  | 119 | 55  | 64  |
| 3.º  | River Plate II         | 52  | 33 | 24 | 4  | 5  | 101 | 36  | 65  |
| 4.º  | Independiente II       | 50  | 33 | 23 | 4  | 6  | 109 | 44  | 65  |
| 5.º  | Estudiantes LP II      | 50  | 33 | 20 | 10 | 3  | 91  | 43  | 48  |
| 6.º  | Racing II              | 48  | 33 | 22 | 4  | 7  | 111 | 57  | 54  |
| 7.º  | Chacarita Juniors II   | 42  | 33 | 19 | 4  | 10 | 87  | 57  | 30  |
| 8.º  | Huracán II             | 40  | 33 | 17 | 6  | 10 | 85  | 58  | 27  |
| 9.º  | Atlanta II             | 40  | 33 | 17 | 6  | 10 | 74  | 54  | 20  |
| 10.º | Platense II            | 40  | 33 | 17 | 6  | 10 | 81  | 62  | 19  |
| 11.º | Gimnasia LP II         | 39  | 33 | 16 | 7  | 10 | 93  | 71  | 23  |
| 12.º | Defensores de Belgrano | 39  | 33 | 17 | 5  | 11 | 73  | 74  | -1  |
| 13.º | Vélez Sarsfield II     | 38  | 33 | 14 | 10 | 9  | 91  | 66  | 25  |
| 14.º | Lanús II               | 38  | 33 | 17 | 4  | 12 | 85  | 66  | 19  |
| 15.º | Dock Sud               | 35  | 33 | 14 | 7  | 12 | 56  | 58  | -2  |
| 16.º | Banfield               | 33  | 33 | 13 | 7  | 13 | 60  | 71  | -11 |
| 17.º | Talleres II            | 32  | 33 | 13 | 6  | 14 | 70  | 70  | 0   |
| 18.º | Almagro                | 32  | 33 | 13 | 6  | 14 | 81  | 91  | -10 |
| 19.º | Ferrocarril Oeste II   | 31  | 33 | 13 | 5  | 15 | 81  | 68  | 13  |
| 20.º | Excursionistas         | 28  | 33 | 11 | 6  | 16 | 50  | 63  | -13 |
| 21.º | Nueva Chicago          | 28  | 33 | 10 | 8  | 15 | 44  | 73  | -29 |
| 22.º | Temperley              | 27  | 33 | 9  | 9  | 15 | 68  | 85  | -17 |
| 23.º | Estudiantil Porteño    | 25  | 33 | 9  | 7  | 17 | 65  | 90  | -25 |
| 24.º | Barracas Central       | 25  | 33 | 10 | 5  | 18 | 60  | 91  | -31 |
| 25.º | El Porvenir            | 23  | 33 | 8  | 7  | 18 | 51  | 75  | -24 |
| 26.° | Barracas               | 23  | 33 | 9  | 5  | 19 | 43  | 79  | -36 |
| 27.° | Buenos Aires           | 22  | 33 | 8  | 6  | 19 | 56  | 90  | -34 |
| 28.º | All Boys               | 22  | 33 | 9  | 4  | 20 | 54  | 95  | -41 |
| 29.º | Estudiantes (BA)       | 22  | 33 | 7  | 8  | 18 | 43  | 78  | -35 |
| 30.º | Argentinos Juniors II  | 21  | 33 | 7  | 7  | 19 | 42  | 81  | -39 |
| 31.º | Colegiales             | 20  | 33 | 6  | 8  | 19 | 49  | 94  | -45 |
| 32°  | Quilmes II             | 18  | 33 | 6  | 6  | 21 | 52  | 98  | -46 |
| 33.º | Argentino de Quilmes   | 16  | 33 | 6  | 4  | 23 | 49  | 103 | -54 |
| 34.º | Tigre II               | 11  | 33 | 4  | 3  | 26 | 51  | 106 | -55 |

|  |          |
|  | Campeón. |